# Alkoholizer
Alkoholizer ist eine italienische Thrash-Metal-Band aus Sassari, die im Jahr 2006 gegründet wurde.

## Geschichte
Die Band wurde im Jahr 2006 vom Gitarristen Marco Lai und dem Sänger Alessandro Lucariello gegründet. Nachdem im Frühling 2007 ein erstes Vier-Lieder-Demo unter dem Namen Demo-lizer veröffentlicht worden war, worauf Fabrizio Fele als Bassist und Gabriele Tanda als Schlagzeuger zu hören waren, folgten Auftritte in ganz Italien. Danach erschien 2009 über Punishment 18 Records das Debütalbum Drunk or Dead…. Aus persönlichen Gründen pausierte die Band von 2011 bis 2013. Danach meldete sich die Band mit einer veränderten Besetzung zurück: Fele übernahm nun auch zusätzlich den Gesang, während Lögan Heads als neuer Gitarrist und Paul „Darken“ Marcelo als neuer Schlagzeuger zur Band kamen. Lai war zudem weiterhin als Gitarrist in der Band. Innerhalb von zwei Monaten veröffentlichte die Band die EP Sardinian Boars Are Back!!!, sowie ein Musikvideo zum Song Faceless, der von der EP stammte. Danach folgten weitere Auftritte. Für Ende 2014 ist die Veröffentlichung eines zweiten Albums bei Punishment 18 Records geplant.

## Stil
Laut Jonathan Smith von metal-observer.com spielt die Band auf Drunk or Dead… Retro-Thrash-Metal, der sich am 1980er Thrash Metal orientiert. Smith beschrieb die Band als Italiens Antwort auf Tankard. Die Riffs seien meist schnell gespielt und würden an Bands wie Motörhead und Venom erinnern und die Texte seien meist humorvoll und hätten oft Alkohol als Thema. Die Band sei eine leicht modernisierte Version von Sodom der späten 1980er Jahre. Zudem sei die Band mit Slayer vergleichbar, wobei die größten Parallelen im Gesang zu finden seien, der aus mittelhohen Shouts und sehr hohen Screams bestehe. Lucariellos Gesang klinge jedoch im Vergleich zu dem von Tom Araya weniger bedrohlich. Das Album ähnele von der Geschwindigkeit her Persecution Mania und hätte zudem eine Punk-Attitüde wie The Morning After.

## Diskografie
- 2007: Demo-lizer (Demo, Eigenveröffentlichung)
- 2009: Drunk or Dead… (Album, Punishment 18 Records)
- 2013: Sardinian Boars Are Back!!! (EP, Eigenveröffentlichung)